# La casa da tè alla luna d'agosto
La casa da tè alla luna d'agosto (The Teahouse of the August Moon) è un film del 1956 diretto da Daniel Mann, con protagonisti Glenn Ford e Marlon Brando.
Il drammaturgo John Patrick adattò la sceneggiatura della propria commedia, vincitrice del Premio Pulitzer e di un Tony Award, commedia che era stata a sua volta tratta da un romanzo del 1951 di Vern J. Sneider. Il film venne presentato al 7º Festival di Berlino.

## Trama
Un anno dopo la fine della seconda guerra mondiale, il capitano Fisby viene inviato ad americanizzare il villaggio di Tobiki su Okinawa, la più grande delle isole Ryukyu. Il suo comandante, il colonnello Purdy Wainwright III, gli assegna come interprete un astuto locale, Sakini.
Fisby cerca di attuare i piani previsti, incoraggiando gli abitanti a costruire una scuola a forma di pentagono, ma questi invece intendono costruire una casa da tè. Fisby viene gradualmente avvicinato ai costumi e alle usanze locali con l'aiuto di Sakini e di Lotus Blossom, una giovane geisha chiamata dagli abitanti del villaggio per lavorare nella casa da tè.
Per rilanciare l'economia, il capitano Fisby convince gli abitanti del villaggio a fabbricare anche piccoli oggetti da vendere come souvenir, come gabbie per grilli portafortuna, calzature in legno giapponese chiamate Geta e cappelli di paglia, ma tali oggetti rimangono invenduti, con grande rammarico del capitano e degli abitanti di Tobiki. Successivamente Fisby fa una felice scoperta. Gli abitanti del villaggio preparano una potente bevanda alcolica, che fermenta nel giro di pochi giorni, e che trova subito un grande mercato nell'esercito americano. Grazie al conseguente afflusso di denaro, la casa da tè viene costruita in brevissimo tempo.
Insospettito dagli strani rapporti che riceve, il colonnello Purdy invia lo psichiatra McLean a visitare il capitano Fisby, ma il nuovo arrivato è anch'egli rapidamente conquistato dalla vita nel villaggio e dalla possibilità di coltivare ortaggi biologici. Dopo poco, sia il capitano Fisby che lo psichiatra McLean abbandonano la divisa militare per vestirsi con Geta e accappatoio (che Fisby sostiene essere il proprio kimono) e con un cappello di paglia che Fisby definisce come il suo "condizionatore d'aria" (copricapo indossato dagli agricoltori di Okinawa). Anche McLean è entusiasta dei semplici costumi degli abitanti del luogo e delle abitudini, come lavorare la terra e bere tè guardando il tramonto.
Non ricevendo più nessun rapporto coerente e sensato da entrambi gli ufficiali, il colonnello Purdy si presenta di persona al villaggio sorprendendo Fisby e McLean, con i loro nuovi abbigliamenti del luogo. Entrambi stanno eseguendo una canzone chiassosa durante la festa inaugurale della nuova casa da tè. Indignato, il colonnello Purdy ordina che l'edificio venga distrutto, ma in uno slancio di lungimiranza, gli abitanti del villaggio fanno solo finta di smantellare la casa da tè.
Ironia della sorte, il villaggio viene scelto dal Comandante Supremo delle Forze Alleate SCAP come un esempio di successo della democratizzazione americana. Questo porta la casa da tè a essere riassemblata in breve tempo, senza più la minaccia di distruzione da parte del colonnello Purdy.

## Produzione
Interpretare il ruolo di un abitante di Okinawa era una sfida interessante per il metodo interpretativo di Marlon Brando e per le sue tecniche di recitazione. Trascorse due mesi a studiare la cultura locale, dalla parola ai gesti. Durante le riprese, ogni giorno si sottopose a due ore di trucco per apparire con lineamenti asiatici. Il successo del suo ruolo è forse meglio esemplificato dal fatto che un gran numero di persone, guardando il film in cerca di Brando, si lamentarono che egli non fosse presente.
Il ruolo del colonnello Purdy Wainwright III doveva essere interpretato da Louis Calhern, che morì a Nara durante le riprese, e fu sostituito da Paul Ford. Ford aveva interpretato più di un migliaio di volte la parte del colonnello nella versione teatrale andata in scena a Broadway, e avrebbe più tardi impersonato un altro personaggio di militare pomposo nel programma televisivo The Phil Silvers Show. Così come Eddie Albert impersonò successivamente un altro ruolo analogo a quello dello psichiatra McLean, nella serie televisiva La fattoria dei giorni felici.
Il film utilizzò musica giapponese registrata a Kyoto e artisti giapponesi per le parti cantate e ballate. Machiko Kyo (Lotus Blossom) era stata acclamata per le sue precedenti interpretazioni drammatiche in Rashomon (1950) e La porta dell'inferno (1953), quindi questo ruolo più leggero rappresentava per lei una novità.

## Riconoscimenti
- 1957 - Golden Globe
  - Candidatura Miglior film commedia o musicale
  - Candidatura Miglior film promotore di amicizia internazionale
  - Candidatura Miglior attore in un film commedia o musicale a Marlon Brando
  - Candidatura Miglior attore in un film commedia o musicale a Glenn Ford
  - Candidatura Miglior attore non protagonista a Eddie Albert
  - Candidatura Miglior attrice in un film commedia o musicale a Machiko Kyō